# Bogatynia
Bogatynia [bɔgaˈtɨɲa] (en allemand : Reichenau), est une ville dans le sud-ouest de la Pologne, au tripoint Pologne/ Allemagne/ Tchéquie. Elle est le chef-lieu de la gmina de Bogatynia faisant partie du powiat de Zgorzelec dans la voïvodie de Basse-Silésie.

## Géographie
La ville est située sur la rivière Miedzianka, affluent droit de la Neisse, dans la partie polonaise de la région historique de Haute-Lusace. Le centre-ville se trouve à 27 kilomètres au sud de Görlitz/ Zgorzelec. À l'ouest, le territoire communal de la gmina confine à l'Allemagne ; au sud et est, il borde la République tchèque. Au villages de Sieniawka et de Kopaczów, il y a des passages frontières vers la ville allemande de Zittau en Saxe et vers Hrádek nad Nisou dans la région de Liberec en Tchéquie.
Les sources d'emploi les plus importantes sont l'exploitation à ciel ouvert de lignite à la mine de Turów et la production d'énergie électrique dans la centrale thermique de Turów. La ville fait partie de l'eurorégion Neisse-Nisa-Nysa.

## Histoire
Pour la première fois en 1262, la localité est mentionnée sous le nom de Richinowe dans un document de l'abbaye cistercienne de Marienthal. Le monastère, situé sur la rive ouest de la Neisse près d'Ostritz, était fondée vers 1234 par Cunégonde de Souabe, reine consort de Bohême comme épouse du roi Venceslas Ier. Sous le règne de l'empereur Charles IV au XIVe siècle, les domaines de la Haute-Lusace sont rattachés à la couronne de Bohême, une partie intégrante de la monarchie de Habsbourg à partir de 1526.

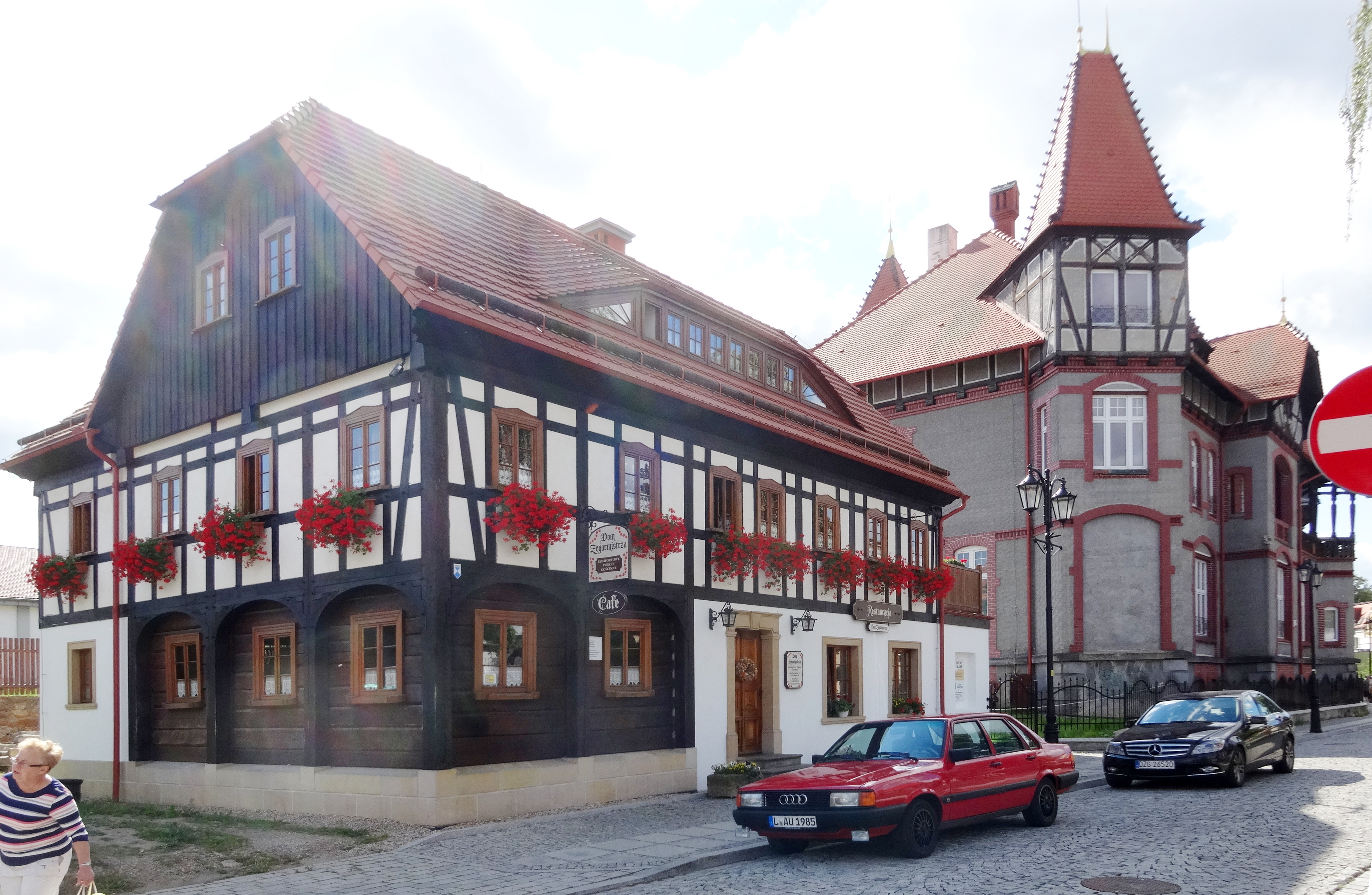
Maison à colombage caractéristique.

Pendant la guerre de Trente Ans, par la paix de Prague conclue en 1635, Reichenau comme l'ensemble de la Lusace tombe sous la domination des électeurs de Saxe. Les suzerains relevant de la gestion partagée sont alors le couvent de Marienthal et la ville de Zittau.
Par les résolutions du congrès de Vienne en 1815, la Haute-Lusace a été divisée. Reichenau au sein de la partie sud-ouest encore raccordée au royaume de Saxe fut incorporée dans le district de Bautzen ; dès l'an 1874, la commune relevait de l'arrondissement de Zittau dans l'extrême est du pays. Reichenau était le siège administratif pour les communes environnantes, et s'est développé comme un site industriel et un centre de production de lignite, mais ne possédait que le statut de bourg. En 1856 Reichenau est devenu le siège du tribunal royal local. Le royaume de Saxe fut membre de l'Empire allemand depuis 1871.
Le 11 novembre 1884 a été inaugurée la ligne de chemin de fer à voie étroite qui allait de Zittau via Reichenau à la frontière autrichienne au village de Markersdorf (Markocice aujourd'hui) ; elle a été prolongée en 1900 jusqu'à Hermsdorf (Hermanice) en Bohême ; on y trouvait une correspondance pour Friedland (Frýdlant). Cette liaison ferroviaire a été suspendue après 1945. En 1904, les communes jusque-là indépendantes de Reichenau-Couvent et Reichenau-Zittau ont été réunies pour former la commune de Reichenau in Sachsen.
Dans les derniers jours de la Seconde Guerre mondiale, le 22 avril 1945, les avions soviétiques ont attaqué Reichenau. Le bombardement fit plusieurs morts et blessés, endommageant également la gare et la ligne ferroviaire. Après la conférence de Potsdam en juillet-août 1945 et l'implantation de la nouvelle frontière entre l'Allemagne et la Pologne sur la Neisse, Reichenau revint à la république de Pologne, la seule partie des anciens territoires de l'Est de l'Allemagne qui ne faisait pas partie de l'État de Prusse précédemment. Les habitants allemands furent chassés et remplacés par des Polonais expulsés de Lwow et d'autres parties de Galicie à l'est de la ligne Curzon annexées par l'Ukraine soviétique. La commune, qui se dénommait désormais Rychwald, reçut en 1947 le droit de ville et fut rebaptisée Bogatynia (d'après polonais : bogaty « riche »).

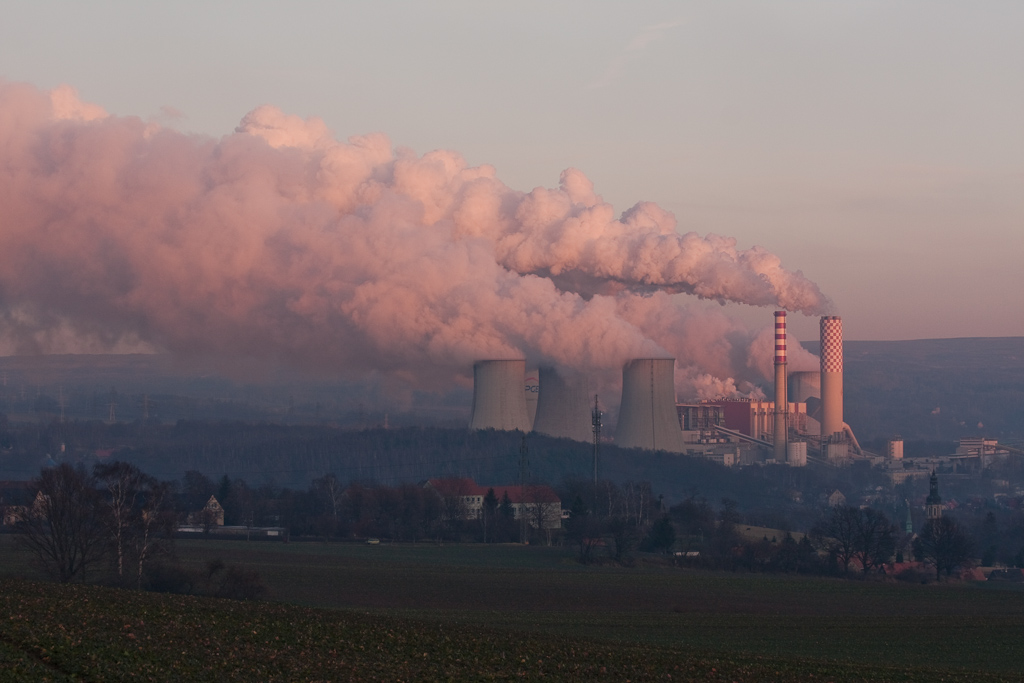
La centrale électrique de Turów.

La mine de lignite Herkules au village de Turoszów (anciennement Türchau), qui fournissait la centrale électrique de Hirschfelde sur la rive ouest de la Neisse, fut élargie à une grande exploitation à ciel ouvert et on construisit près de Zatonie (Seitendorf) la centrale à grande puissance polonaise Turów. L'exploitation à ciel ouvert a depuis atteint la Neisse et englouti toutes les localités au nord-ouest, à l'ouest et au sud-ouest de Bogatynia. Les communes subsistantes dans les alentours sont rattachées administrativement à la gmina, si bien que maintenant la centrale électrique et également l'exploitation à ciel ouvert se trouvent à l'entrée même de la ville de Bogatynia.

## Personnalités
- Sylwia Ejdys (née en 1984), athlète.
- Johann Gottfried Schicht (1753–1823), compositeur et chef d'orchestre ;
- Magda Kamińska (née en 1986), joueuse de squash ;

## Jumelages
La ville de Bogatynia est jumelée avec les villes suivantes :
- Hrádek nad Nisou (Tchéquie) ;
- Zittau (Allemagne) ;
- Zgorzelec (Pologne).